# Захаров, Сергей Георгиевич
Серге́й Гео́ргиевич Заха́ров (1 мая 1950, Николаев — 14 февраля 2019, Москва) — советский и российский эстрадный певец (бас-баритон) и актёр. Народный артист Российской Федерации (1996). Патрон Международного фестиваля русской песни в Великобритании в 2011—2019 гг.

## Биография
Родился 1 мая 1950 года в семье военнослужащего Георгия Михайловича Захарова (1926—2010) и Зинаиды Евгеньевны Захаровой (1923—1990) в г. Николаеве, Украина. Дед Сергея (Исаак Янковский) в течение 30 лет был первым трубачом Николаевского драматического театра. Отец с семьёй переехал в Москву, поступив в Академию химической защиты. По окончании учёбы отца перевели на космодром Байконур заправщиком ракетного топлива, где семья Захаровых прожила 13 лет.
Петь Сергей начал в 5 лет, музыкой с ним занимался дед — трубач Одесского оперного оркестра. В 1966 году Захаров окончил 8-летнюю школу.
Женился рано, в 1969 году у него родилась дочь.
Во время службы в армии в Казахстане Захаров организовал музыкальный коллектив в свой роте и был в нём запевалой, принимал участие в художественной самодеятельности военных строителей, пел в ансамбле песни и пляски «Дружба» Дома Советской армии Среднеазиатского военного округа.
В 1971 году был направлен в Москву, где поступил на отделение музыкальной комедии музыкального училища имени Гнесиных, в класс Маргариты Иосифовны Ланды. Во время учёбы стал солистом Государственного эстрадного оркестра под управлением Л. О. Утёсова. Окончил только два курса училища.

Я подрабатывал в ресторане «Арбат» — пел по-английски с джазовым оркестром. Там меня и услышал Утёсов. После одного из выступлений подошёл его директор: «Вы понравились Леониду Осиповичу!».— Воспоминания Сергея Захарова 
В 1973 году перешёл на работу в Ленинградский мюзик-холл и перевёлся в Ленинградское музыкальное училище имени Римского-Корсакова. Участвовал в телепередачах «Голубой огонёк» и «Артлото». Советская фирма звукозаписи «Мелодия» выпустила грампластинку «Поёт Сергей Захаров».
В 1974 году удостоен первой премии на международном конкурсе «Золотой Орфей» в Болгарии за песни «Ты моя мелодия» и «Мария». Стал лауреатом международного фестиваля песни «Сопот—1974» в Польше. Позже получил первую премию на фестивале «Братиславская лира» в Чехословакии. Стал популярным артистом, начал давать сольные концерты.
В 1975 году — съёмки в музыкальном фильме Леонида Квинихидзе «Небесные ласточки», где он сыграл одну из главных ролей вместе с такими актёрами, как Людмила Гурченко, Андрей Миронов, Александр Ширвиндт. Его роль (кроме песен) озвучил Олег Басилашвили.
В 1977 году был осуждён за драку (выяснение отношений артиста с администратором окончилось коллективной дракой с участием Захарова) и получил один год заключения. Отбывал срок в Сланцах.
До 1985 года работал в Ленинградском мюзик-холле, затем в филармониях разных городов России. Работал самостоятельно, сначала со своим ансамблем, а с 1991 года — с пианистом Александром Коганом.
В 1985 году Захаров стал солистом арт-агентства Союза концертных деятелей Ленинграда. В 1986 году состоялся его первый после отбытия наказания сольный концерт в Государственном центральном концертном зале «Россия». В 1988 году Захаров выступил в Московском театре эстрады.
В 1996 году перенёс клиническую смерть.
Побывал с гастролями в 41 стране мира, выступая с программой русской романтической музыки, произведениями П. Чайковского, С. Рахманинова, М. Глинки, М. Мусоргского, с ариями из оперетт «Марица», «Принцесса цирка», «Сильва». Помимо эстрадных песен («Московские окна», «Возвращение романса», «Очи чёрные», «Любовь, любовь», «Люблю тебя», «Белый снег», «О тебе и о себе» и др.) и романсов много внимания уделял оперному искусству. Четыре года подряд Захаров принимал участие в качестве почётного гостя в программах Международного фестиваля «Славянский базар».
Исполнил песню к заставке популярной в 1990-е и 2000-е годы телепередачи «Моя семья».
Образцом для подражания у Захарова был Георг Отс, с которым он познакомился в 1970-х годах.
Был членом «Фонда помощи заключённым».
Вёл на петербургском радио цикл передач «На хрупких клавишах души», затем цикл передач «Не забывай», посвящённый творчеству отечественных эстрадных исполнителей.
В последние годы Сергей Захаров свои сольные концерты завершал куплетом песни «Возвращение романса» (музыка О. Фельцмана, стихи И. Кохановского), исполняя его а капелла.
Жил и работал в Москве, Санкт-Петербурге и в пригороде Петербурга — Зеленогорске. Являлся президентом культурного фонда «Северная звезда». Занимался общественной деятельностью, помогал ветеранам петербургской сцены. Являлся заместителем председателя Союза концертных деятелей Санкт-Петербурга. Возглавлял Всероссийский детский фестиваль «Маленькие звёздочки», принимал участие в международных фестивалях «Романсиада» и «Золотой шлягер».
Скончался 14 февраля 2019 года на 69-м году жизни в одной из больниц Москвы. Причиной смерти называется сердечная недостаточность. Прощальная церемония прошла в Центральном зале второго крематория на Николо-Архангельском кладбище в Московской области.
Урна с прахом захоронена на Зеленогорском кладбище близ Санкт-Петербурга (4 уч.). Пожелание покойного не было выполнено: он хотел быть похороненным на Комаровском кладбище, рядом с Ильёй Рахлиным из «Мюзик-холла», который помогал ему делать карьеру.
Захаровым была собрана большая коллекция — фонотека лучших вокалистов оперного искусства начиная с конца XIX века. В коллекции насчитывается около четырёхсот дисков джазовой и симфонической музыки. Самые ценные экземпляры — первые шаляпинские пластинки 1903 года.
Любимыми исполнителями Сергея Захарова были Тито Гобби, Титта Руффо, Мария Каллас, Джоан Сазерленд, Лучано Паваротти..

## Семья
- Отец — Георгий Михайлович Захаров (1926—2010), военнослужащий.
- Мать — Зинаида Евгеньевна Захарова (Янковская) (1923—1990), телефонистка.
- Сестра — Татьяна Георгиевна Захарова (Астафьева) (род. 1959), окончила Одесский национальный университет имени И. И. Мечникова, кафедра теоретической и прикладной фонетики английского языка.
- Сводный брат — Валентин (1941—2010).
- Супруга — Алла Нуримановна Захарова (в девичестве Самигулина[3]; род. 1948).
  - Дочь — Наталья (род. 1969), окончила Ленинградский институт культуры[3].
    - Внучка — Станислава (род. 1992), окончила университет по специальности «психолог и лингвист».
    - Внук — Ян (род. 1999).

В середине 1990-х Захаров вместе с семьёй переехал из Санкт-Петербурга в дом в сосновом лесу под Зеленогорском на берегу озера Красавица в 50 км от Петербурга.

## Фильмография
- 1975 — Ты, песня моя — исполняет песни Акмаля (Ораз Амангельдыев).
- 1976 — Небесные ласточки — лейтенант Фернан Шамплатрэ (роль озвучил Олег Басилашвили).

## Дискография
Большие грампластинки, выпущенные фирмой «Мелодия»:
- 1974 — «Поёт Сергей Захаров»
- 1983 — «Русские романсы»
- 1986 — «Центростремительная сила. Эстрадные песни»

Компакт-диски: 
- 1995 — «На хрупких клавишах души. Музыка Санкт-Петербургского барда Виктора Мальцева»[16]
- 1995 — «С. Захаров исполняет русские песни и романсы в сопровождении оркестра народных инструментов под управлением В. Попова»
- 1997 — «Прикосновение любви. Запись сольного концерта из ГЦКЗ „Россия“ в сопровождении оркестра под управлением А. Михайлова»
- 1998 — «О тебе и о себе»
- 1998 — «Русские романсы и песни в сопровождении оркестра Санкт-Петербургского радио и телевидения под управлением С. Горковенко»

## Достижения и общественные награды
- 1974 — I международный конкурс «Золотой Орфей» (Болгария), 1-я премия[8]
- 1974 — конкурс в Дрездене (ГДР) — 1-я премия[8]
- 1975 — Международный конкурс эстрадной песни в Сопоте (ПНР) — 1-я премия[8]
- 1976 — «Братиславская лира» (Чехословакия) — 1-я премия[8]
- 1988 — почётное звание «Заслуженный артист РСФСР» — за заслуги в области советского искусства[17]
- 1996 — почётное звание «Народный артист Российской Федерации» — за большие заслуги в области искусства[2]
- 1998 — орден Николая Чудотворца Фонда международных премий «За преумножение добра на Земле»[8]
- 2000 — орден Дружбы — за заслуги перед государством, многолетнюю плодотворную деятельность в области культуры и искусства, большой вклад в укрепление дружбы и сотрудничества между народами[18]
- 2013 — орден «Звезда славы отечества»[8]
- 2014 — Премия Российской муниципальной академии за высокохудожественное исполнение вокальных произведений советских и российских композиторов[8]